# 沼波瓊音
沼波 瓊音（ぬなみ けいおん、1877年10月1日 - 1927年7月19日）は、明治・大正期の国文学者・俳人・右翼。本名は武夫（たけお）。名古屋市出身。

## 経歴
代々漢方医の家に生まれる。東京帝国大学国文科在学中に大野洒竹・佐々醒雪・笹川臨風らの筑波会に入って、句作を学ぶ。在学中に「俳諧音調論」を著した。
- 1901年 - 7月の卒業後、10月に三重県第三中学校（現三重県立上野高等学校）教諭、1902年2月村田たき子と結婚、11月辞任して上京、1903年1月文部省嘱託、かたわら執筆にしたがう。1906年12月辞任、1907年1月に「万朝報」に入社。他に先駆けて国木田独歩を推奨し、中央公論において文筆の人と認められ、1911年3月に万朝報を退社、「俳味」を創刊し主宰しもっぱら編集にしたがう。この間、国木田独歩と親交を結び、独歩の死に際しては訃報を担当し、遺稿集も編んでいる。
- 1913年野上豊一郎とはかって自由講座を本郷にひらき、文藝の講習会を設ける。
- 明治末期になると宇宙に対する懐疑の念のため煩悶懊悩して神経衰弱となり、一時期文筆を絶ち、1916年3月巣鴨の至誠殿におもむき信仰生活を送る。ついに「俳味」を廃刊し、10月駿河の山にはいり1917年2月須磨御影地方に伝道した。4月至誠殿をはなれ、俳書の調査にもどる。1918年6月拓殖局嘱託、1920年4月から諸大学で教鞭を執る。
- 1920年頃から、東京女子大学や法政大学などで松尾芭蕉を中心に俳諧史を講ずるようになり、1921年4月に第一高等学校講師、また東京帝国大学講師として芭蕉研究の題の下に俳諧史の講義をはじめる。1922年3月、第一高等学校教授となる。この年、安岡正篤を北一輝に紹介する。東京女子大学の教え子に青山なをがいる[1]。
- 1923年11月雑誌『朝風』を自費発刊する。
- 1923年の虎ノ門事件に憤慨した皇室中心主義者であり、左翼思想の蔓延を憂慮して諸大学で日本精神の講義を開始する。1924年東洋大学、帝国大学、東京女子大学を辞し、文部省教科用図書嘱託となる。1926年には、日本精神を研究するため、「瑞穂会」を一高内に創設した。

## 家族
歌人の沼波万里子（姉）、女優の沼波輝枝（妹）は娘。従弟は歌人・山中智恵子の実父。門下に川島つゆ がいる。

## 著書
- 『さへづり』南江堂書店ほか 1905
- 『蕉風』金港堂書籍 1905
- 『俳句講話』東亜堂 1906
- 『さくら貝』修文館 1907
- 『俳句研究』東亜堂 1907
- 『俳句の作法』修文館 作法叢書、1907
- 『俳論史』文禄堂 1907
- 『俳句階梯』東亜堂 1908
- 『小理小情』東京国民書院 1909
- 『俳句の作り方』文成社 1909　のち新潮社
- 『三紀行』文成社 1910
- 『黙想の天地』東亜堂 1910
- 『教員諸氏の為に 国定教科書中俳句の解釈及俳句解釈法』俳味社 1912
- 『しろ椿 俳話小品』博文館 1912
- 『瓊音句集』新潮社 1913
- 『此一筋』丙午出版社 大正文庫 1913
- 『七面鳥』春陽堂 1913 現代文芸叢書
- 『新体書翰文大全』東亜堂 1913
- 『大疑の前』東亜堂書房 1913
- 『始めて確信し得たる全実在』東亜堂書房 1913
- 『芭蕉句選講話 春之巻』東亜堂書房 1913
- 『芭蕉の臨終』敬文館 1913
- 『徒然草講話』東亜堂書房 1914
- 『俳句練習法』新潮社 文芸練習法叢書 1914
- 『乳のぬくみ 思ひ出の記』平和出版社 1915
- 『俳句と其作り方』平和出版社 1916
- 『やなぎ樽評釈』南人社 1917　『柳樽評釈』弥生書房、1983
- 『鮮満風物記』大阪屋号書店 1920
- 『俳句一万 短評』修文館 1922
- 『俳句作法』文芸及思想講習叢書 松陽堂 1925
- 『大津事件の烈女畠山勇子』斯文書院 1926　大空社、1995
- 『護法の神児島惟謙』修文館 1926
- 『徒然草 訳注』修文館 1928
- 『芭蕉と其周囲』資文堂書店 1928
- 『瓊音全集』第4-6巻 瓊音全集刊行会 1935
- 『意匠ひろひ』国書刊行会 2006

### 編・選・校訂
- 『新古俳諧奇調集』編 内外出版協会ほか 1906
- 『古今名流俳句談』天生目杜南共編 内外出版協会 1908
- 『模範名家俳句大成』編 東亜堂 1908
- 『短評俳句選』編 文成社 俳味文庫 1910
- 国木田独歩『獨歩遺文』編 日高有倫堂 1911
- 石河積翠園『芭蕉句選年考』大野洒竹共校訂 文成社 1911
- 『高原の風 句集』選 俳味社 1915
- 『芭蕉全集』編 岩波書店 1921

## 校歌
- 巣鴨中学校・高等学校
- 松山高等商業学校校歌（1926年制定、作曲：山田耕筰）